# Vittorio Pozzo
Vittorio Pozzo (Turim, 2 de março de 1886 — Turim, 21 de dezembro de 1968) foi um técnico de futebol italiano. Pozzo tornou-se jornalista do La Stampa depois de se aposentar da gestão de futebol, retomando a carreira em que trabalhou antes de seu sucesso como técnico da Itália. Ele fez reportagens sobre a Copa do Mundo de 1950 como parte de seu trabalho na cobertura dos jogos da seleção italiana.

## Carreira
Foi futebolista do Grasshopper e Torino antes de se tornar treinador. Talvez o mais vitorioso técnico europeu nos anos 30, comandou a Seleção Italiana entre 1929 e 1948, já tendo assumido a equipe olímpica em 1912. Com Pozzo, a Squadra Azzurra passou a integrar mais freqüentemente os chamados oriundi, filhos de emigrantes italianos pelo mundo, como os argentinos Luis Monti, Raimundo Orsi e Enrique Guaita, o uruguaio Miguel Andreolo e o brasileiro Anfilogino Guarisi.
Pozzo comandou a Itália em 95 jogos, ganhando 63 deles e faturando as Copas do Mundo de 1934 e 1938, além das Olimpíadas de 1936 - até hoje, é o único técnico bicampeão em Copas e o único que ganhou Copa e Olimpíada dirigindo seleções de futebol. Na Itália treinou apenas o Torino e o Milan.
Sua reputação ficou arranhada, especialmente entre os jovens italianos, após a Segunda Guerra Mundial por suas idéias de direita, embora não tivesse uma ligação clara com o Partido Fascista. A proposta de seu nome batizar o estádio de sua cidade natal, Turim, construído para a Copa do Mundo de 1990, foi recusada e o campo recebeu o nome de Delle Alpi. Pozzo morrera no final de 1968, aos 82 anos.

## Títulos

### Seleção Italiana
- Copa do Mundo FIFA (2): 1934,1938
- Jogos Olímpicos (1): 1936
- Copa Internacional (2): 1927–30, 1933–35

### Prêmios Individuais
- 13º Maior Treinador de Todos os Tempos da World Soccer: 2013[2][3]